# Anthony Mlikotin
Anthony Mlikotin je hrvatski iseljenički pisac, koji živi u SAD-u. Piše na engleskom jeziku. Bavi se filozofskim temama, a srž njegove književnost čine duhovne pustolovine.
Rodio se je u Zagrebu. Studirao je u domovini, a onda je otišao u inozuemstvo. U Sjedinjenim Državama boravi od 1952. godine. Radi u Kaliforniji, na sveučilištu Južne Kalifornije u Los Angelesu, na kojem predaje filozofiju, komparativnu i slavensku književnost (slavistiku). Napisao je djela u ruskoj književnosti, studije o Nietzscheu koje nisu prošle nezapaženo te studije o odnosima književnosti i filozofije. 
Njegov književni opus čine romani duše Journey of a Soul (1996.) i Diary of a Troubled Mind (1999.). 